# Muñoz (Nueva Ecija)
Muñoz, of voluit Science City of Muñoz, is een stad in de Filipijnse provincie Nueva Ecija op het eiland Luzon. Bij de laatste census in 2007 had de stad bijna 72 duizend inwoners.

## Geografie

### Bestuurlijk indeling
Muñoz is onderverdeeld in de volgende 37 barangays:
| - Bagong Sikat - Balante - Bantug - Bical - Cabisuculan - Calabalabaan - Calisitan - Catalanacan - Curva - Franza - Gabaldon - Labney - Licaong | - Linglingay - Mangandingay - Magtanggol - Maligaya - Mapangpang - Maragol - Matingkis - Naglabrahan - Palusapis - Pandalla - Poblacion East - Poblacion North | - Poblacion South - Poblacion West - Rang-ayan - Rizal - San Andres - San Antonio - San Felipe - Sapang Cawayan - Villa Isla - Villa Nati - Villa Santos - Villa Cuizon |

## Demografie
Muñoz had bij de census van 2007 een inwoneraantal van 71.669 mensen. Dit zijn 6.083 mensen (9,3%) meer dan bij de vorige census van 2000. De gemiddelde jaarlijkse groei komt daarmee uit op 1,23%, hetgeen lager is dan het landelijk jaarlijks gemiddelde over deze periode (2,04%). Vergeleken met de census van 1995 is het aantal mensen met 11.507 (19,1%) toegenomen.

De bevolkingsdichtheid van Muñoz was ten tijde van de laatste census, met 71.669 inwoners op 163,05 km², 439,6 mensen per km².
Aliaga · Bongabon · Cabanatuan · Cabiao · Carranglan · Cuyapo · Gabaldon · Gapan · General Mamerto Natividad · General Tinio · Guimba · Jaen · Laur · Licab · Llanera · Lupao · Nampicuan · Palayan · Pantabangan · Peñaranda · Quezon · Rizal · San Antonio · San Isidro · San Jose · San Leonardo · Santa Rosa · Santo Domingo · Muñoz · Talavera · Talugtug · Zaragoza